# جوزيف فورد
جوزيف فورد (بالإنجليزية: Joseph Ford)‏ (و. 1927 – 1995 م) هو فيزيائي من الولايات المتحدة الأمريكية . ولد في آشفيل (كارولاينا الشمالية) .

## التعليم
تعلم في معهد جورجيا التقني، وجامعة جونز هوبكينز